# آندش تیتانیوم
تیتانیوم (Ti) یک فلز بسیار واکنش پذیر است که تمایل زیادی به ترکیب شدن با اکسیژن دارد؛ بنابراین هر زمان که در معرض هوا یا محیط‌های دیگر حاوی اکسیژن باشد˓یک فیلم ازنازک از اکسید تیتانیم بر روی سطح آن تشکیل می‌شود که این لایه موجب افزایش مقاومت تیتانیوم در برابر خوردگی می‌گردد. همچنین می‌توان با استفاده از روش‌های شیمیایی و الکتروشیمیایی این لایه‌های نازک را روی تیتانیم قرار داد تا بدین ترتیب در برابر خوردگی مقاومت بیشتری داشته باشد.

## عوامل مؤثر بر کیفیت لایه‌های اکسید تیتانیوم
کیفیت و میزان مقاومت لایه‌های اکسید تیتانیوم تولید شده˓بستگی به نوع منطقه˓ترکیب شیمیایی تیتانیوم و آلیاژهای آن˓میزان اکسیژن˓درصد رطوبت هوا و ترکیب شیمیایی محیط دارد.
آنُدِش یا آنادایزینگ یک فرایند الکتروشیمیایی است که طی آن˓ضخامت لایهٔ اکسید طبیعی روی فلز˓ افزایش می‌یابد و آن را به یک فیلم (لایهٔ نازک) زیبا˓بادوام و مقاوم در برابر خوردگی تبدیل می‌کند. ضخامت این لایه بین ۳۰ نانومتر تا چند میکرومتر می‌باشد. این پوشش به‌طور معمول متخلخل است. در مجموع˓آندیزاسیون https://web.archive.org/web/20190613114537/http://electrostaticcoating.ir/
بر روی فلزاتی مانند: آلومینیوم(Al)˓تیتانیوم(Ti)˓تانتالیم(Ta) و آلیاژ فولاد ضدزنگ انجام می‌شود. به علت داشتن بافت میکروسکوپی متفاوت نسبت به ساختار کریستالی˓وقتی روی سطح فلز قرار می‌گیرند˓طیف مختلفی از رنگ‌ها را نشان می‌دهند. مطابق شکل زیر:
هدف از آندشه کردن سطح فلزات :

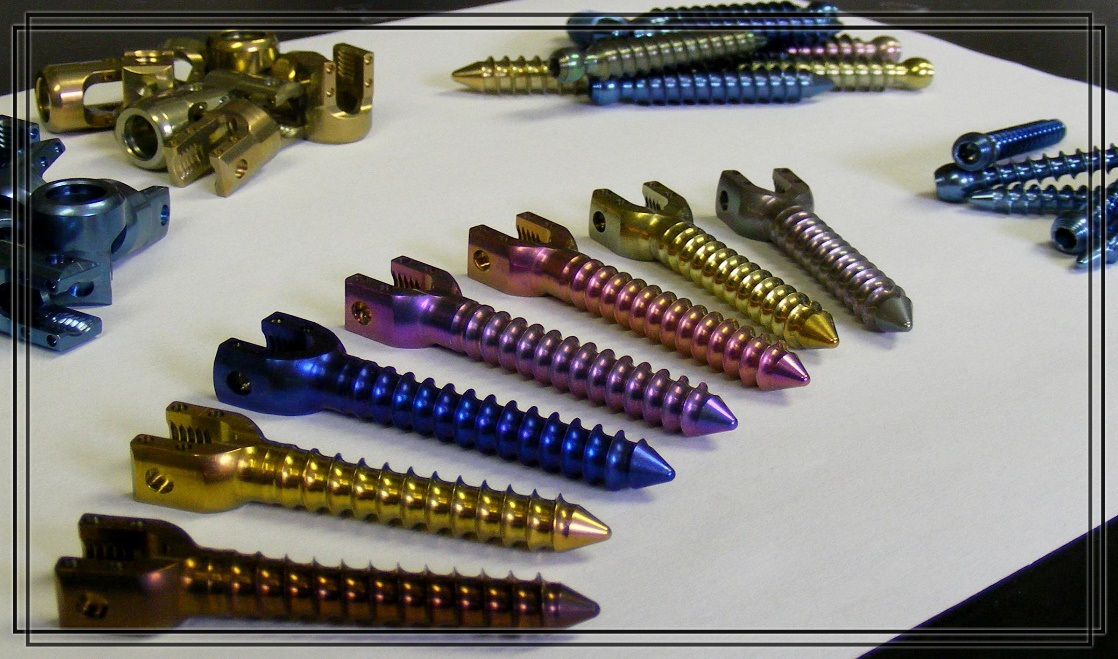

۱- افزایش زیبایی سطح ۲- دوام بیشتر ۳- مقاومت در برابر خوردگی و سایش ۴- افزایش چسبندگی سطح به منظور افزایش چسبندگی رنگ به پایهٔ فلز

## آندش تیتانیوم در محلول NaOH و مقاومت آن در برابر خوردگی در محلول فیزیولوژیکی PBS
در این تحقیق˓تیتانیوم در محلول ۲۰ میلی‌گرم NaOH در شرایط پتانسیواستاتیک در ولتاژهای ثابت ۲۵ و ۳۵ ولت مورد آندشه شدن قرار گرفته‌است. ریزساختار لایه‌های آندشه شده با استفاده از میکروسکوپ پویش الکترون (SEM) و پراش پرتو ایکس(http://bornasti.com/1-4/ (XRD مورد مطالعه قرار گرفته‌است. نتایج نشان داد که ساختار لایه‌های آندیزه شده˓بی نظم و بی‌شکل است˓ تخلخل کمی دارد و با افزایش ولتاژ آندشضخامت لایه نیز افزایش می‌یابد. مقاومت خوردگی تیتانیوم آندش‌ شده در یک محلول بافری نمک فسفات(PBS) در مقایسه با تیتانیوم آندیزه نشده˓به دلیل وجود لایه‌های اکسید تیتانیوم˓خیلی پایین‌تر است. گرما دادن به تیتانیوم آندیزه شده در دمای ۶۰۰ درجه سانتیگراد به مدت ۱ ساعت˓هیچ اثری بر روی مقاومت در برابر خوردگی نداشت. میزان مقاومت یک فیلم آندشه شده در برابر خوردگی˓در یک محیط مرطوب نسبت به یک محیط اکسید کنندهٔ بدون رطوبت˓بالاتر است. اگر لایه‌های آندشه شده به هر علتی آسیب می‌دیدند و سپس در معرض یک محیط مرطوب با سطح اکسیژن پایین (در حد ppm) قرار می‌گرفتند˓دوباره بازسازی می‌شدند. لایه‌های آندشه شده با تخلخل کم و تراکم زیاد می‌توانند از طریق روش‌های شیمیایی و الکتروشیمیایی تهیه شوند. ساختار و ضخامت لایهٔ آندشه شده بستگی به نوع محلول و روش آندش (گالوانواستاتیک یا پتانسیواستاتیک) دارد. لایه‌های ضخیم آندی در محلول‌های بازی غلیظ (pH بالاتر از۱۳) به دست می‌آیند. این پوشش یا روکش به منظور روانسازی و ضدساییدگی˓در تشکیل تیتانیوم و آلیاژهایش
http://irantitanium.com
```
در درجه حرارت بالا و همچنین کاربردهای دیگری مانند ایمپلنت‌های استخوان‌های زانو و ران و علاوه بر آن برای افزایش مقاومت در برابر خوردگی مورد استفاده قرار می‌گیرد. در محلول‌های غلیظ NaOH ˓فیلم اکسید خاکستری˓همگن و متراکم است. خواص الکتروشیمیایی و هدایت الکتریکی این لایه ها˓عمدتاً متفاوت از نوع لایه‌هایی است که در محلول هایH
2
SO
4
 و H
3
PO
4
 تشکیل شده‌اند.
```

## پدیده تخلیهٔ تابشی
این پدیده همزمان با فرایند آندش ایجاد می‌شود و باعث افزایش دمای سطح می‌گردد.
تکنیک پراش پرتو ایکس˓نشان می‌دهد که لایه‌های آندشه شده به‌طور عمده از دی‌اکسید تیتانیوم ساخته می‌شوند. سازگاری بیولوژیکی مواد ایمپلنت فلزی˓رابطهٔ نزدیکی با رفتار خوردگی آن‌ها دارد. خوردگی و تجزیهٔ فیلم‌های سطحی˓دو مکانیسم برای وارد کردن یون‌های اضافی در بدن انسان به‌شمار می‌آیند.

## کاربرد تیتانیم آندش شده در صنایع
تیتانیوم آندشه شده˓غالباً در وسایل پزشکی˓ایمپلنت‌های ارتوپدی˓ایمپلنت‌های دندانی و اجزای دستگاه‌های صنایع هوا فضا استفاده می‌شوند. این کار˓رنگ آمیزی بدون تغییر خواص مکانیکی را ارائه می‌دهد.

## طیف رنگی تیتانیم آندشه شده
فیلم آندیزه شدهٔ تیتانیوم˓طیفی از رنگ‌های متنوع از خاکستری˓قهوه ای˓آبی˓زرد˓صورتی˓بنفش و سبز-آبی را در حمام‌های متفاوتی مانند سدیم هیدروکسید(NaOH)˓پتاسیم هیدروکسید(KOH)˓اسید کرومیک(H2CrO4)˓سولفوریک اسید(H2SO4)˓زغال کک˓اسید فسفریک(H3PO4)˓سدیم دی هیدروژن فسفات(NaH2PO4) و سدیم هیدروژن فسفات (Na2HPO4) ایجاد می‌کند. در حال حاضر صفحهٔ تیتانیوم خالص آندشه شده در حمام‌های متنوعی از KOH و با استفاده از ولتاژهای متفاوت˓طیفی از رنگ‌ها را به دست می‌آورد. آنالیز فیلم‌های آندشه شده که توسط SEM و EDAX به دست آمده‌است، نشان می‌دهد که این فیلم˓بیشتر˓از TiO2 و Ti2O3 ساخته شده بود. طیف نمایی امپدانس AC از فیلم‌ها نشان می‌دهد که فیلم˓مقدار ظرفیت خازنی خوبی دارد که به معنی این است که فیلم بدست آمده˓متراکم˓به هم پیوسته و یکنواخت است. رفتارهای خوردگی به‌طور کیفی با آزمون اسپری نمک بر طبق استاندارد ASTM B117 در محلول NaCl ۵ درصد بررسی شدند و ارزیابی کمی با آزمون پتانسیو دینامیکی بر طبق استاندارد ASTM G-5 در محلول NaCl 5/3 درصد و H2SO4 1/0 نرمال بررسی شدند.

## انواع روش‌های بهبود ویژگی‌های مکانیکی با آندش تیتانیم
1. آندش نوع II (DOTZE)
2. آندش نوع III (رنگ آمیزی)

آندشه نمودن آلیاژهای تیتانیوم˓یک درمان سطحی استاندارد با سطوح استئوسنتز (کاهش و تثبیت داخلی شکستگی استخوان با دستگاه‌هایی که معمولاً از فلز ساخته می‌شوند) و اجزای ایمپلنتی جایگزین است.
آندش نوع II دارای ویژگی‌های بیولوژیکی و بیو مکانیکی ایمپلنت هاست. آندش نوع III اساساً ویژگی‌های زیبایی ایمپلنت را تغییر می‌دهد. هر دو روش آندش یاد شده˓توسط DOT آمریکا ارائه شده‌است http://www.dot-coatingusa.com. در جستجوی روش‌ها برای بهبود ویژگی‌های تحکیم (تثبیت) داخلی استئوسنتز و اجزای مفصلی ایمپلنتی جایگزین˓مشخص شد که روش آندش نوع II که روش اصلی توسعه یافته در ایالات متحده برای کارهای هوافضاست˓ویژگی‌های بسیارعالی نیز برای محیط زیست فراهم می‌کند. بنا به نیازهای صنعت ارتوپدی˓درمان‌های سطحی الکتروشیمیایی باعث کاهش اتصال (جوش) سرد محصولات استئوسنتز˓به عنوان مثال بین میلهٔ استخوانی(bone nail) و پیچ‌ها و همچنین بهبود در مقاومت در برابر فرسودگی شد.
علاوه بر این افزایش مقاومت در برابر ساییدگی و خوردگی و کاهش جذب پروتئین در طول عمل جراحی و بعد از آن در جریان برهم کنش بین خون و سطح ایمپلنت باعث کاهش چسبندگی استئوپلاست‌ها می‌شود. استئوپلاست‌ها دسته ای از سلول‌های استخوانی هستند که وظیفهٔ آن‌ها ساختن استخوان است. این مانع رشد استخوان‌های ثانویه به درون ایمپلنت می‌شود. این امر˓عوارض مرتبط با تغییر محل (جداشدگی) از میلهٔ استخوانی و اتصالات و صفحات را بعد از درمان شکستگی˓کاهش می‌دهد. سازگاری بیولوژیکی نه تنها با محصولات خوردگی بلکه همچنین با جریانات مبادله ای و محصولات واکنش‌های مختلف اکسایش- کاهش با ترکیبات شیمیایی بافت˓مشخص می‌شود. در بعضی موارد گزارششده‌است که ایمپلنت‌های تیتانیوم آندشه نشده که طی این سال‌ها به بدن انسان وارد شده‌اند˓میزان اکسیداسیون زیادی را نشان می‌دهند و مقادیر نسبتاً بالایی از ترکیبات تیتانیوم در بافت مجاور ایمپلنت‌های دیگر˓یافت شده‌است. با آندشه کردن تیتانیوم قبل از قرار دادن آن در بدن˓میزان خوردگی آن کاهش می‌یابد و میزان بهبود استخوان‌ها بسیار بالاتر می‌رود.

## نگاهی مختصر به مزایای آن
· حذف راحت‌تر ایمپلنت بعد از شکستگی
· بهبود قدرت خستگی یا فرسودگی ایمپلنت‌ها (در نتیجه دیرتر فرسوده می‌شوند)
· افزایش استحکام میله‌های رابط (اتصالات پیچ دار)
· کاهش خطر التهاب و آلرژی از طریق کاهش انتشار یون‌های آلومینیوم و وانادیوم
· بهبود تشخیص نسبت به زمانی که از فولاد ضدزنگ برای درمان استفاده می‌شود.
· کاهش خطر جوش سرد

## ویژگی‌ها (خواص) روکش‌ها
DOTIZE روش تطبیق با استاندارد AMS 2488 (مشخصات مواد جو زمین)
| ضخامت روکش‌ها                            | حداکثر ۵ میکرومتر                                                                        |
| روی وضعیت رشد                           | تا ۱۹ درصد کاهش کولونیزاسیون ایمپلنت‌ها با سلول‌های استخوانی ناشی از کاهش جذب پروتئین      |
| مقاومت در برابر سایش                    | مقاومت در برابر سایش در مقایسه با آلیاژهای تیتانیوم معمولی                               |
| بیولوژیک سازگاری مقاومت در برابر خوردگی | سازگاری زیستی خوب مقاومت آن در برابر خوردگی ۴۴ درصد بالاتر از مقاومت تیتانیوم معمولی است |
| استحکام فرسودگی                         | افزایش تا ۱۵ درصد در برابر فرسودگی در مقایسه با مواد پایه (تیتانیوم معمولی)              |

## آندش نوع II (DOTIZE)
روش آندش DOTIZE که توسط DOT طراحی شده‌است˓جایگزین ورقهٔ اکسید طبیعی نازک با یک پوشش اکسیدی ضخیم است. این از طریق یک تخلیه جرقهٔ الکتریکی تولید شده بر روی سطح ایمپلنت در حالی که در حمام الکترولیتیک حاوی یک محلول قلیایی قوی غوطه ور است˓به دست می‌آید. تخلیه˓سطح ایمپلنت را ذوب می‌کند (از بین می‌برد) و لایهٔ اکسید یک جزء جدایی ناپذیر از مواد پایه می‌شود. بیشتر آلیاژهای تیتانیوم استفاده شده برای کاربردهای پزشکی˓برای روش DOTIZE مناسب هستند.
ابعاد ایمپلنت با این روش تغییر نمی‌کند. منافذ کوچک و شکاف‌ها در مواد پایه˓با این روش کاهش یافته‌است.

### آندش نوع III (رنگ آمیزی)
هدف اصلی این روش˓تشخیص (شناسایی) قسمت‌های مختلف در طول یک عمل جراحی است. به طوری که قسمت‌های مشخص شده را رنگی می‌کند.

### کاربردهای آندش نوع III
کاربردهای آن در ایمپلنت‌های دندانپزشکی ˓ ارتوپدی و همچنین محصولات استئوسنتزیک مانند پیچ‌ها و صفحات پزشکی می‌باشد.

### مزایا و معایب آندش نوع III
· بهبود شناسایی ایمپلنت‌ها
· کاربرد در جراحی زیبایی
· مهار انتشار یون‌های آلومینیوم و وانادیوم
· به منظور تضمین کیفیت سطح ایمپلنت˓در صورت لزوم از حمام اسیدی آندیزه شده‌استفاده می‌شود.
· فیلم یا صفحهٔ تیتانیوم اکسیدی که تولید می‌شود˓به عنوان یک فیلتر تداخل نوری عمل می‌کند.
با تغییر ضخامت پوشش می‌توان˓تمام رنگ‌های رنگین کمان را تولید نمود. رنگ‌های استاندارد تولید شده˓قرمز˓آبی˓زرد و سبز هستند. مشتری‌ها ممکن است طیف وسیعی از رنگ‌ها را مشخص کنند. بسته به رنگ انتخاب شده˓میزان ضخامت لایهٔ آن بین ۲۰ تا ۲۰۰ نانومتر است. شکل زیر انواع رنگهای حاصل ازآندش تیتانیوم را نشان می‌دهد:
· از سال ۱۹۹۸ میلادی از آندش DOT ˓میلیون‌ها پروتئین و ترکیبات ایمپلنتی جایگزینی و رنگ‌های مختلف˓تولید شده‌است.
· آنادازیسیون تیتانیومی نوع II و III در تکنولوژی‌های موجود در پزشکی˓ امروزه در کشورهای اروپایی و آمریکایی مورد استفاده قرار می‌گیرد.

## فلزات valve
آلومینیوم(Al)˓تیتانیوم(Ti)˓تانتالیوم(Ta)˓نئوبیوم(Nb)˓وانادیوم(V)˓هافنیوم(Hf) و تنگستن(W) به عنوان فلزات valve طبقه‌بندی می‌شوند زیرا بلافاصله هنگامی که در معرض اکسیژن محیط اطراف قرار می‌گیرند˓با یک لایه فیلم اکسید با ضخامت چند نانومتر˓ پوشیده می‌شوند. به‌طور ذاتی این اکسیدها˓سرعت واکنش را روی سطح فلز کاهش می‌دهند˓بنابراین به‌طور گسترده به عنوان لایه‌های محافظ بسیار مقاوم˓مورد استفاده قرار می‌گیرند.
شکل A) لایه محافظ Al2O3 تشکیل شده‌است.
شکلB) افزایش انحلال در نقاط دارای نقص
شکل C) افزایش قدرت میدان در محل مورد نظر منجر به احلال قویتر می‌شود.
شکل D) فرایند خود کاتالیزی ادامه می‌یابد تا مورفولوژی (ریخت‌شناسی) حالت پایدار ایجاد شود.
به تازگی˓این فلزات (valve)˓مورد توجه زیادی قرار گرفته‌اند زیرا برخی از اکسیدهای آن‌ها خواص منحصر به فرد و عالی در اپتیک˓الکترونیک˓فتوشیمی و زیست‌شناسی دارند. به عنوان مثال اکسید تیتانیوم یک مادهٔ امیدوار کننده برای فوتوالکتروکاتالیز و ایمپلنت می‌باشد.
ایمپلنت‌های تیتانیوم به علت قدرت فوق العادهٔ آن‌ها و سازگاری‌های زیستی به شدت مورد بررسی قرار گرفته‌اند. با این حال یک لایهٔ رابط (واسط) مانند یک پوشش هیدروسی آپاتیت(HA) یا یک لایهٔ متخلخل تیتانیایی بر روی سطح بستر تیتانیوم لازم است تا با استخوان‌ها ترکیب شود˓زیرا پوشش‌های TiO2 توانایی ایجاد پیوند قوی با بافت استخوانی را ندارند و انرژی کمتری نسبت به SiO2 و Al2O3 دارد.
قالب‌ها و نمونه‌های متخلخل براساس دیگر فلزات دریایی از دههٔ ۱۹۷۰ میلادی تا الان به ندرت مورد مطالعه قرار گرفته‌است. چندین تلاش برای مقایسهٔ رشد اکسید آندی روی دیگر فلزات valve با آلومینای متخلخل انجام گرفته‌است. زویلینگ و همکارانش گزارش دادند که اکسید تیتانیوم متخلخل در محلول اسید کرومیک در حضور مقدار کمی HF ایجاد می‌شود در حالی که تنها یک لایهٔ مانع اکسید تیتانیوم در اسید کرومیک خالص وجود دارد بر خلاف آلومینای متخلل. با توجه به نتایج آن‌ها ضخامت تیتانیوم اکسید TiO2 مستقل از زمان است در حالی که ضخامت اکسید متخلخل تیتانیوم با افزایش زمان آندشه شدن˓ افزایش می‌یابد. با این حال˓آنها حداکثر ضخامت به دست آمده از اکسید تیتانیوم متخلخل آنودی را گزارش نکردند. گانگ و همکارانش ادعا کردند که ضخامت نهایی ساختارهای متخلخل TiO2 که در محلول رقیق HF تشکیل شده‌اند˓مستقل از زمان آندیزه شدن هستند. آن‌ها بیان کردند که سرعت انحلال اکسی تیتانیوم TiO2 تشکیل شده در HF بسیار بالاست حتی در غیاب فرایند آندیزاسیون.

### چگونگی آندش تیتانیوم
ما می‌خواهیم یک توصیف کلی از مراحل فرایند چگونگی آندش تیتانیوم ارائه کنیم. در اینجا مرور کلی از آنچه که در جریان یک آندش صنعتی صورت می‌گیرد˓ارائه شده‌است. توجه کنید که ما فرض می‌کنیم که قطعات قبل از پردازش شیمیایی انجام شده در این قسمت کاملاً تمیز شده‌اند یا کاملاً سرهم‌بندی شده و در جای مناسب نصب شده‌اند. اینجا یک مرور کلی از مراحل آنادیزاسیون تیتانیوم وجود دارد.

## چگونگی آندش تیتانیوم برای آندش رنگی
مرحله اول: در مخزن تمیز کننده برای ۱ تا ۱۰ دقیقه قرار دهید تا غبار و چربی‌های سبک موجود از بین بروند و سپس با آب شستشو دهید. قسمت‌های شناور داخلی و قسمت‌های خارجی در جریان کار باید کاملاً تمیز و عاری از هرگونه مواد دیگری باشند.
مرحله دوم: آن را در مخزن تیزاب به مدت ۱۰ تا ۳۰ ثانیه˓بسته به قدرت اثرگذاری محلول در مخزن قرار دهید و سپس آن را کاملاً شستشو دهید.
مرحله سوم: دو تا سه بار آن را در این مخزن غوطه ور کنید تا هرگونه حباب هوایی از قسمت‌ها خارج شود و سپس در مخزن آندش قرار دهید. کار را شروع کنید و ۱۰ ثانیه تا ۱ دقیقه اجازه دهید تا فرایند صورت بگیرد. این زمان می‌تواند بیشتر هم باشد چنانچه حفره‌هایی وجود داشته باشد که در آن‌ها گازهای موجود˓تولید کیسه‌های هوا کنند. در صورت احیای هوا و تحریک محلول- اگر تحریک مکانیکی زیاد نباشد- یک پوشش پایدار و پر (بدون حفره) ایجاد خواهد نمود. بعد از گذشت۱۰ تا ۳۰ ثانیه از جریان کار (در ولتاژ مورد نظر) اجزا را بیرون بیاورید و به خوبی با آب شستشو دهید. توجه داشته باشید که هنگام آندشولتاژ بالاست. پس باید بسیار مراقب باشید و هنگامی که منبع تغذیه روشن است و آندش صورت می‌گیرد˓هیچ تماسی با آن نداشته باشید.
مرحله چهارم: اکثر مصرف‌کنندگان تمایل دارند که شستشوی نهایی در حضور گرما (مثلاً با آب گرم) صورت گیرد تا مطمئن شوند که قسمت‌های مورد استفاده˓کاملاً شسته شده‌اند. دلیل استفاده از گرما˓ماساژ هوا در قسمت‌های خارجی قطعات است با مقدار کمی گسترش حرارتی تا زمان خشک شدن را تسریع بخشد که این می‌تواند به کاهش لکه و زنگ زدگی کمک کند.
به‌طور کلی می‌توان آزمایش را سریع تر انجام داد˓اما ما اصرار داریم که کم‌کم سرعت را افزایش دهیم تا به آرامی به ولتاژ هدف˓برسیم و گاز تولید شده˓به جای به دام افتادن در محیط آزمایشگاه˓به آرامی از ظرف خارج شود.

## چگونگی آندش تیتانیوم نوع II
آندشه کردن تیتانیوم با AMS2488 یا نوع II که گاهی به نام‌های آندش خاکستری˓آندش معمولی تیتانیوم یا روکش دادن آندی ضد سایش˓شباهت زیادی به نوع III (آندش رنگی) دارد. البته به جز در مرحلهٔ سوم. همچنین توجه داشته باشد که الکترولیت‌های موجود در مخزن برای و همچنین پارامترهای زمان و اصلاح کننده برای نوع II و نوع IIIمتفاوت هستند. اما بسیاری از مصرف‌کننده‌ها از آندش جهانی تیتانیوم IPEG برای هر دو نوع استفاده می‌کنند. در این نوع آندشدر مقایسه با نوع پیشین˓مر حلهٔ زیر را جایگزین می‌نمایند:
مرحله سوم: ۲ یا ۳ بار آن را غوطه ور کنید تا همهٔ حباب‌های هوا خارج شوند و سپس آن را در مخزن آندشهٔ تیتانیوم قرار دهید. تصحیح را شروع کنید و اجازه دهید تا به ولتاژ یا آمپر هدف برسد. اگر منافذ و حفره‌های وجود داشته باشد که گاز در آنجا تجمع یابد و ایجاد کیسه‌های هوا بکند˓ زمان رسیدن به هدف بیشتر خواهد شد.
در صورت احیای هوا و تحریک محلول (اگر تحریک مکانیکی زیاد نباشد) یک پوشش پایدار و بدون حفره ایجاد خواهد شد. هنگامی که آمپر به صفر رسید (تقریباً ۲۵ تا ۴۵ دقیقه) قطعات را از مخزن آندیزه خارج نمایید و آن را کاملاً شستشو دهید و سپس مخزن را هم بشویید. توجه داشته باشید که در هنگام آندشولتاژ بالاست بنابراین مراقبت‌های شدید باید صورت گیرد و در هنگام روشن شدن منبع تغذیه˓تماسی با آن نداشته باشید. شکل بالا روند آندش تیتانیوم (نوع II) را نشان می‌دهد.
توجه کنید که برایمحصولات نوع II تجاری˓صنعتی و پزشکی مراحل متعددی وجود دارد که در اینجا حذف شده‌اند تا بحث در مورد آندیزاسیون تا حد امکان به صورت خلاصه بیان شود. از جمله شن پاشی به قسمت ها˓تا پس مانده‌های پودری˓پس از انجام آندش نوع II حذف شوند.

## کتابها
[5] C Rajagopal: Conversion coatings- a reference for phosphating, chromating andanodizing processes” p p 345-348
[6] S. Narain, An introduction to electrometallurgy p, ۱۹۳.
[7] Mars G. Fontana & Norbert D. Green, “Corrosion Engineering”, Mcgraw Hill International Book Company, New Delhi p 154